# Eduard Heinrich Gehe
Eduard Heinrich Gehe (* 1. Februar 1793 in Dresden; † 13. Februar 1850 ebenda) war ein deutscher Schriftsteller.

## Leben
Eduard Heinrich Gehe war der Sohn eines Hof- und Justizrats. Er studierte an der Universität Leipzig Rechtswissenschaften. Von 1816 bis 1817 unternahm Gehe ausgiebige Reisen durch Süddeutschland, Italien und die Schweiz. Anschließend ließ er sich als Anwalt in Dresden nieder.
1827 wurde er zum großherzoglich hessischen Hofrat ernannt. Von 1832 bis 1848 war Gehe in Dresden als Bücherzensor bei der Kreisdirektion tätig.
Gehe gehörte dem Dresdner Liederkreis an.

## Werke
- Gustav Adolf in Deutschland. Tragödie. Dresden 1817
- Die Bürgschaft. Libretto nach Friedrich Schillers Ballade für die Oper von August Mayer. Breslau 1822.
- Jessonda. Libretto für die Oper von Louis Spohr. Kassel 1823.
- Die Flibustier. Libretto für die Oper von Johann Christian Lobe. Weimar 1829.
- Die Schiffahrt. Lustspiel. 1829.
- Der Bezauberten Rose. Text der Arien und Gesänge für die Oper von Wilhelm Telle, Berlin 1830.
- Vermischte Schriften. 1836.